# Citi Open 2019 - Qualificazioni singolare maschile
Le qualificazioni del singolare maschile del Citi Open 2019 sono state un torneo di tennis preliminare per accedere alla fase finale della manifestazione. I vincitori dell'ultimo turno sono entrati di diritto nel tabellone principale. In caso di ritiro di uno o più giocatori aventi diritto a questi sono subentrati i lucky loser, ossia i giocatori che hanno perso nell'ultimo turno ma che avevano una classifica più alta rispetto agli altri partecipanti che avevano comunque perso nel turno finale.

## Teste di serie
1. Brayden Schnur (qualificato)
2. Peter Gojowczyk (ultimo turno, lucky loser)
3. Ilya Ivashka (ultimo turno, lucky loser)
4. Norbert Gombos (ultimo turno, lucky loser)
5. Viktor Troicki (ultimo turno)
6. Nicolas Mahut (ultimo turno)

1. Michael Mmoh (primo turno)
2. Noah Rubin (primo turno)
3. Mikael Torpegaard (qualificato)
4. Marc Polmans (qualificato)
5. Ramkumar Ramanathan (primo turno)
6. Donald Young (qualificato)

## Qualificati
1. Brayden Schnur
2. Donald Young
3. Mikael Torpegaard

1. Tim Smyczek
2. Thai-Son Kwiatkowski
3. Marc Polmans

### Lucky loser
1. Ilya Ivashka
2. Peter Gojowczyk

1. Norbert Gombos

## Tabellone

### Legenda
| - Q = Qualificato - WC = Wild card - LL = Lucky loser | - ALT = Alternate - SE = Special Exempt - PR = Protected Ranking | - w/o = Walkover - r = Ritirato - d = Squalificato |

### Sezione 1
|  | 1º turno | 1º turno      | 1º turno      | 1º turno | 1º turno |  |  | 2º turno       | 2º turno       | 2º turno | 2º turno | 2º turno |  |
|  |          |               |               |          |          |  |  |                |                |          |          |          |  |
|  |          |               |               |          |          |  |  | Brayden Schnur | Brayden Schnur | 4        | 6        | 6        |  |
|  |          | Gleb Sakharov | Gleb Sakharov | 6        | 7        |  |  | Gleb Sakharov  | Gleb Sakharov  | 6        | 2        | 4        |  |
|  | 7        | Michael Mmoh  | Michael Mmoh  | 4        | 63       |  |  |                |                |          |          |          |  |

### Sezione 2
|  | 1º turno | 1º turno       | 1º turno       | 1º turno | 1º turno |  |  | 2º turno        | 2º turno        | 2º turno | 2º turno | 2º turno |  |
|  |          |                |                |          |          |  |  |                 |                 |          |          |          |  |
|  |          |                |                |          |          |  |  | Peter Gojowczyk | Peter Gojowczyk | 6        | 3        | 4        |  |
|  | WC       | Nicholas Reyes | Nicholas Reyes | 2        | 0        |  |  | Donald Young    | Donald Young    | 2        | 6        | 6        |  |
|  | 12       | Donald Young   | Donald Young   | 6        | 6        |  |  |                 |                 |          |          |          |  |

### Sezione 3
|  | 1º turno | 1º turno          | 1º turno | 1º turno | 1º turno |  |  | 2º turno | 2º turno          | 2º turno | 2º turno | 2º turno |  |
|  |          |                   |          |          |          |  |  |          |                   |          |          |          |  |
|  |          |                   |          |          |          |  |  | 3        | Ilya Ivashka      | 6        | 4        | 3        |  |
|  | Alt      | Alexis Galarneau  | 4        | 6        | 4        |  |  |          | Mikael Torpegaard | 4        | 6        | 6        |  |
|  | 9        | Mikael Torpegaard | 6        | 2        | 6        |  |  |          |                   |          |          |          |  |

### Sezione 4
|  | 1º turno | 1º turno            | 1º turno            | 1º turno | 1º turno |  |  | 2º turno | 2º turno       | 2º turno | 2º turno | 2º turno |  |
|  |          |                     |                     |          |          |  |  |          |                |          |          |          |  |
|  |          |                     |                     |          |          |  |  | 4        | Norbert Gombos | 6        | 7        | 3        |  |
|  |          | Tim Smyczek         | Tim Smyczek         | 6        | 6        |  |  |          | Tim Smyczek    | 7        | 5        | 6        |  |
|  | 11       | Ramkumar Ramanathan | Ramkumar Ramanathan | 4        | 2        |  |  |          |                |          |          |          |  |

### Sezione 5
|  | 1º turno | 1º turno             | 1º turno | 1º turno | 1º turno |  |  | 2º turno             | 2º turno             | 2º turno | 2º turno | 2º turno |  |
|  |          |                      |          |          |          |  |  |                      |                      |          |          |          |  |
|  | 5        | Viktor Troicki       | 4        | 6        | 7        |  |  |                      |                      |          |          |          |  |
|  | WC       | Andrew Fenty         | 6        | 1        | 5        |  |  | Viktor Troicki       | Viktor Troicki       | 3        | 7        | 4        |  |
|  |          | Thai-Son Kwiatkowski | 7        | 4        | 6        |  |  | Thai-Son Kwiatkowski | Thai-Son Kwiatkowski | 6        | 65       | 6        |  |
|  | 8        | Noah Rubin           | 5        | 6        | 1        |  |  |                      |                      |          |          |          |  |

### Sezione 6
|  | 1º turno | 1º turno        | 1º turno        | 1º turno | 1º turno |  |  | 2º turno      | 2º turno      | 2º turno | 2º turno | 2º turno |  |
|  |          |                 |                 |          |          |  |  |               |               |          |          |          |  |
|  | 6        | Nicolas Mahut   | Nicolas Mahut   | 6        | 6        |  |  |               |               |          |          |          |  |
|  | WC       | Robert Maciag   | Robert Maciag   | 1        | 3        |  |  | Nicolas Mahut | Nicolas Mahut | 7        | 2        | 4        |  |
|  | Alt      | James Cerretani | James Cerretani | 0        | 3        |  |  | Marc Polmans  | Marc Polmans  | 63       | 6        | 6        |  |
|  | 10       | Marc Polmans    | Marc Polmans    | 6        | 6        |  |  |               |               |          |          |          |  |